# ستاره اسندن
ستاره اسندن یک ستاره است که در صورت فلکی دلو قرار دارد.